# Martim Pires Correia
Martim Pires Correia foi um nobre e Cavaleiro medieval do Reino de Portugal e Senhor da Tenência medieval do Castelo de Pena de Aguiar em 1257, local que corresponde à actual Vila Pouca de Aguiar.

## Relações familiares
Foi filho de Pêro Pais Correia (1200 -?) e de Dórdia Pais de Aguiar (1210 -?) filha de Pero Mendes de Aguiar (1140 -?) e de Estevainha Mendes de Gundar (1175 -?). Casou com Maior Afonso de Cambra filha de Afonso Anes de Cambra (? - Março de 1272) e de Urraca Pires da Ribeira filha de Pedro Nunes, senhor de Parada "Pestanas de Cão" e de Maria Soares, de quem teve:
1. Dordia Martins Correia,
2. Pero Martins (Correia) de Alcácer,
3. Sancha Martins Correia casou com Vicente Rodrigues Taveira.